# パイエーケス人の島に漂着したオデュッセウス
『パイエーケス人の島に漂着したオデュッセウス』（パイエーケスじんのしまにひょうちゃくしたオデュッセウス、伊: Ulisse nell'isola dei Feaci、英: Odysseus on the Island of the Phaecians）は、フランドルのバロック期の巨匠ピーテル・パウル・ルーベンスが1630–1635年頃、板上に油彩で制作した絵画である。主題はホメロスの長編叙事詩『オデュッセイア』から採られている。1677年にリシュリュー公爵 (Duke of Richelieu) のコレクションにあったもので、ずっと対作品となってきた『畑から戻る農夫たち』とともにメディチ家が断絶した後、トスカーナ大公国を継承したロレーヌ家により1765年にフィレンツェにもたらされた。両作品は1799年の3月から4月の間にパリに持ち去れら、1815年までパリに置かれていたが、現在、両作品ともフィレンツェのパラティーナ美術館に所蔵されている。

## 作品

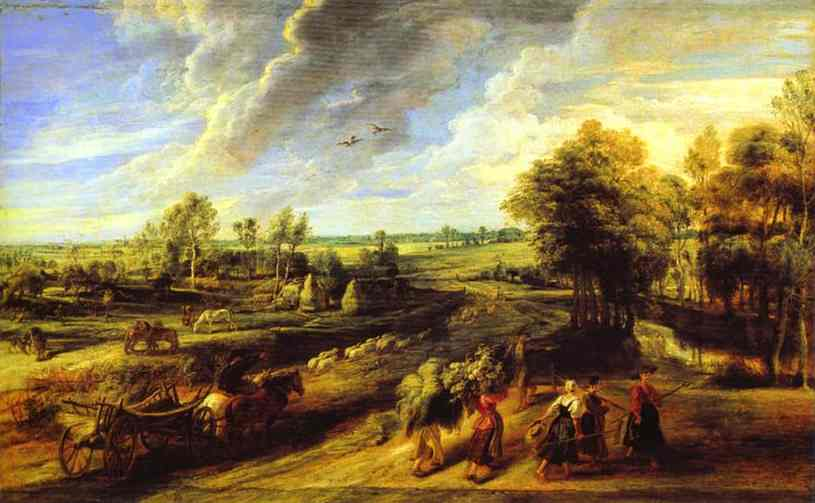
『畑から戻る農夫たち』 (パラティーナ美術館、フィレンツェ)

リシュリュー公爵のコレクションにあった時、本作は『カディスの町の眺め』として記録されているが、主題はホメロスの長編叙事詩『オデュッセイア』から採られたエピソードに関するものである。主人公オデュッセウスは、自身の旅の最後の舞台パイエーケス人の島に上陸する。そこで彼は歓待を受け、イタケに帰還するための助力を得ることができただけでなく、王女ナウシカの愛も得る。本作の画面には、パイエーケス人の島でオデュッセウスを発見したナウシカと彼女の侍女たちが描かれている。
本作の主役は広大で詩的な風景であり、古代文学の場面は風景のための口実にすぎない。風景を構成する岩や起伏に富んだ大地、古代遺跡が、水気を含んだ雲の通り抜ける開けた空にくっきりと浮かび上がっている。低い地平線と遠くまで広がる眺望によって空間はさらに広々としたものになり、木々の上を渡る爽やかな風の動き、空の色や光の不意の変化すら感じられるほどである。本作と『畑から戻る農夫たち』において、ルーベンスはニコラ・プッサンやクロード・ロランから学んだことを活かしている。
なお、前景にある倒れた木のための準備素描がチャッツワース・ハウスのデヴォンシャー (Devonshire) ・コレクションに所蔵されている。